# Santa María Zaniza
Santa María Zaniza là một đô thị thuộc bang Oaxaca, México. Năm 2005, dân số của đô thị này là 1818 người.